# Jan Assmann

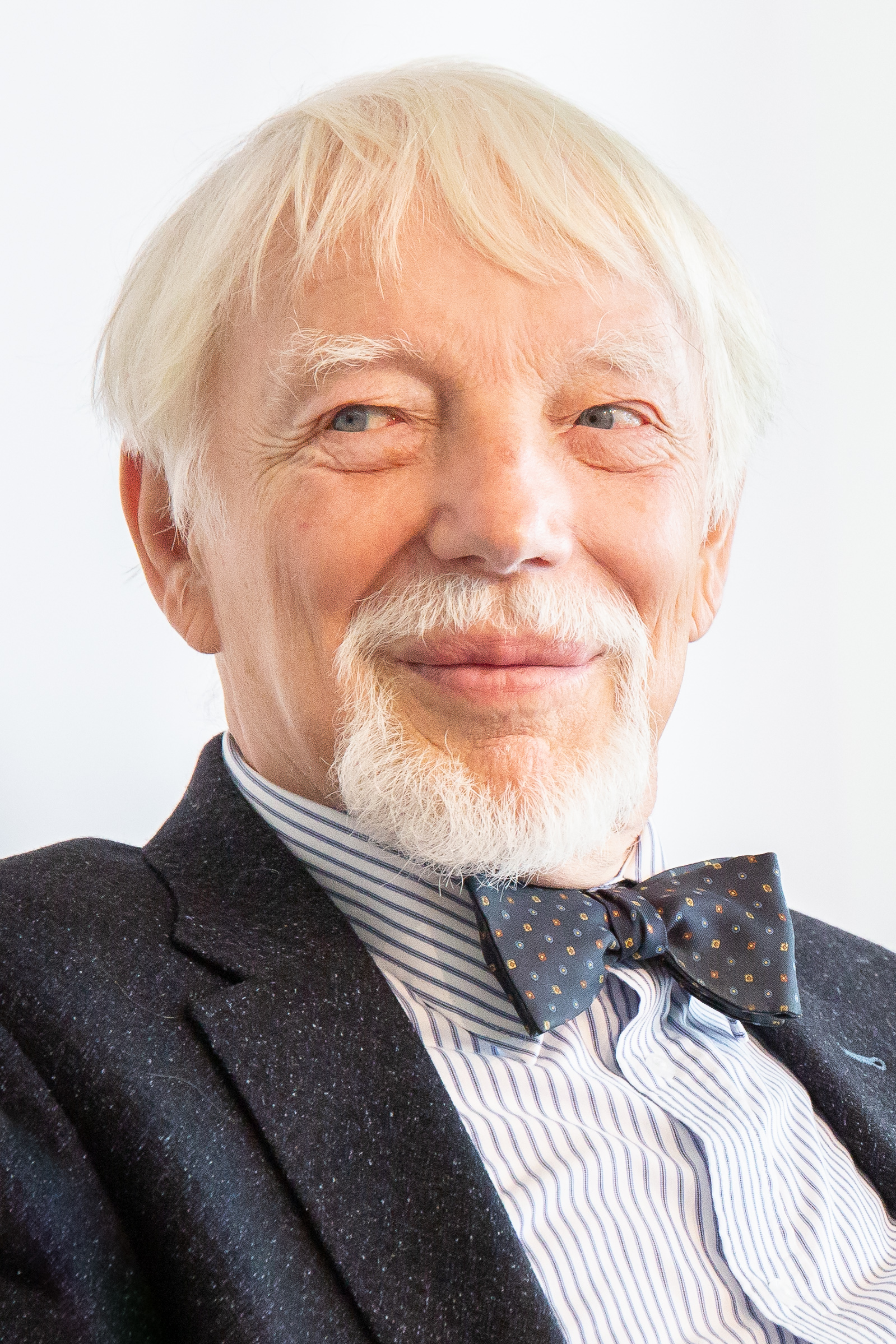
Jan Assmann, 2018

Johann Christoph „Jan“ Assmann (* 7. Juli 1938 in Langelsheim, Niedersachsen; † 19. Februar 2024 in Konstanz) war ein deutscher Ägyptologe, Religions- und Kulturwissenschaftler.
Von 1976 bis 2003 lehrte er als Professor für Ägyptologie an der Ruprecht-Karls-Universität Heidelberg. Assmann beschäftigte sich schwerpunktmäßig mit der Religionsgeschichte und den Jenseitsvorstellungen im Alten Ägypten, aber vor allem auch mit allgemeinen mentalitäts- und kulturgeschichtlichen Grundfragen menschlicher Gesellschaften. Diese Forschungen, in deren Mittelpunkt unter anderem das Phänomen menschlicher Erinnerungskulturen stand, gingen von seiner Perspektive als Ägyptologe aus, erstreckten sich aber auch auf andere Kulturen der Weltgeschichte und werden auch außerhalb der Ägyptologie stark rezipiert.
Viele seiner Schriften zu diesen Themen entstanden in Zusammenarbeit oder Koautorschaft mit seiner Ehefrau, der Anglistin und Literaturwissenschaftlerin Aleida Assmann. Jan Assmann hat dabei den Begriff des kulturellen Gedächtnisses und die damit verbundenen wissenschaftlichen Konzepte mitgeprägt. Neben diesen Themenkomplexen arbeitete er auch zur Nachwirkung und Rezeption des Alten Ägypten, etwa zum Bild der ägyptischen Religion als eines Mysterienkultes und ihrer Darstellung in Musik (Oper) und Literatur (Thomas Mann).

## Leben und Wirken

### Privatleben und beruflicher Werdegang
Jan Assmann, Sohn eines Architekten, wuchs in Lübeck und Heidelberg auf. Er war mit der Literaturwissenschaftlerin Aleida Assmann verheiratet. Der Ehe entstammen fünf Kinder. Jan Assmann lebte zuletzt in Konstanz.
Assmann studierte als Stipendiat der Studienstiftung des deutschen Volkes Ägyptologie, Klassische Archäologie und Gräzistik in München, Heidelberg, Paris und Göttingen. Er wurde 1965 zum Dr. phil. promoviert. 1966/1967 erhielt er ein Reisestipendium des Deutschen Archäologischen Instituts. Von 1967 bis 1971 arbeitete er als freier Mitarbeiter der Abteilung Kairo des Deutschen Archäologischen Instituts und Stipendiat der Deutschen Forschungsgemeinschaft (DFG).
Jan Assmann habilitierte sich im Jahre 1971 und folgte 1976 einem Ruf an die Universität Heidelberg auf den Lehrstuhl für Ägyptologie, wo er bis zu seiner Emeritierung im Jahre 2003 lehrte. Es folgte eine Honorarprofessur für allgemeine Kulturwissenschaft an der Universität Konstanz, wo seine Frau Aleida Anglistik lehrte. Seine bedeutendsten akademischen Schüler waren Rainer Hannig, Dietrich Raue, Stephan Seidlmayer und Friederike Seyfried.
Jan Assmann starb am 19. Februar 2024 in Konstanz nach langer Krankheit im Alter von 85 Jahren. Die Trauerfeier fand am 8. März 2024 in der Friedenskirche in Heidelberg statt.

### Forschungsaufenthalte im Inland und Ausland
- Fellow am Wissenschaftskolleg zu Berlin (1984/1985)
- Scholar am Getty Center in Brentwood, West Los Angeles (1994/1995)
- Fellow der C. F. v. Siemens-Stiftung München (1998/1999)
- Fellow am Internationalen Forschungszentrum Kulturwissenschaften (IFK) in Wien 2004
- Fellow am Internationalen Kolleg für Kulturtechnikforschung und Medientechnologie (mit Aleida Assmann) in Weimar 2013/14

### Gastprofessuren
- Gadamer-Stiftungsprofessur (2004)
- Gastprofessuren in Paris am Collège de France und an der École Pratique des Hautes Études (EPHE)
- Gastprofessur in Jerusalem an der Hebräischen Universität Jerusalem, Dormitio-Abtei
- Gastprofessur in Oxford an der University of Oxford, Lady Margaret Hall[4]
- Gastprofessuren in den USA an der Rice University, Houston; der Yale University, New Haven und an der University of Chicago
- Johannes Gutenberg-Stiftungsprofessur (gemeinsam mit Aleida Assmann) der Johannes Gutenberg-Universität Mainz (2015)
- Judaistische Gastprofessur an der Universität Luzern (gemeinsam mit Aleida Assmann)

## Wissenschaftliches Werk

### Feldforschungen
Seit 1967 engagierte sich Assmann in Theben-West bei einer epigraphisch-archäologischen Feldarbeit für die Beamtengräber der Saiten- und Ramessidenzeit und leitete ab 1978 ein Forschungsprojekt in Luxor (Oberägypten).

### Theorie des kulturellen Gedächtnisses
Als Kulturwissenschaftler entwickelte Jan Assmann zum Teil in Zusammenarbeit mit seiner Ehefrau Aleida Assmann die Theorie des kulturellen Gedächtnisses, das auf dem vom französischen Philosophen und Soziologen Maurice Halbwachs entwickelten Konzept des kollektiven Gedächtnisses aufbaute. Seine Veröffentlichungen zu diesem Thema machten ihn auch international bekannt. Eines seiner wichtigsten Werke ist die 1992 erstmals erschienene Monographie Das kulturelle Gedächtnis. Schrift, Erinnerung und politische Identität in frühen Hochkulturen.

### Entstehung des israelitischen Monotheismus
Ebenfalls in weiteren Kreisen bekannt wurde Assmann durch seine Deutung der Entstehung des Monotheismus, dessen Anfänge seiner Auffassung zufolge mit dem Zeitpunkt des Auszugs der Israeliten aus Ägypten verbunden sind. Assmann betrachtet es als dringende Notwendigkeit, mehr Verständnis für die Kulturen aufzubringen, die nicht dem Monotheismus anhängen. In diesem Zusammenhang erklärt Jan Assmann den theologischen Wandel von einem unterstellten Pluralismus zum israelitischen Monotheismus:

„Ich sehe die Aufgabe unserer philologischen Beschäftigung mit den biblischen Texten darin, sie zu historisieren, also zu sagen: Das hatte seinen Ort in einer bestimmten Zeit. Aus dieser Zeit heraus versteht man die Sprache. […] Ich lese etwa das fünfte Buch Moses so, dass mit ‚Kanaan‘ eigentlich die eigene heidnische Vergangenheit gemeint ist. Und der glühende Hass auf die Kanaanäer, der sich in diesen Texten ausdrückt, ist in Wahrheit ein retrospektiver Selbsthass, ein Hass auf die Vergangenheit, von der man sich befreien möchte.“

Damit einhergegangen sei die Entwicklung eines absoluten Wahrheitsbegriffs, der langfristig das pluralistische Nebeneinander des antiken Pantheons unmöglich gemacht habe und tief in das kulturelle Gedächtnis des modernen Menschen eingegangen sei. Seither sei für den Monotheismus ein „Preis“ zu zahlen, der unter anderem in intensiven religiösen, kulturellen und politischen Auseinandersetzungen bestehe.

## Ehrungen und Mitgliedschaften

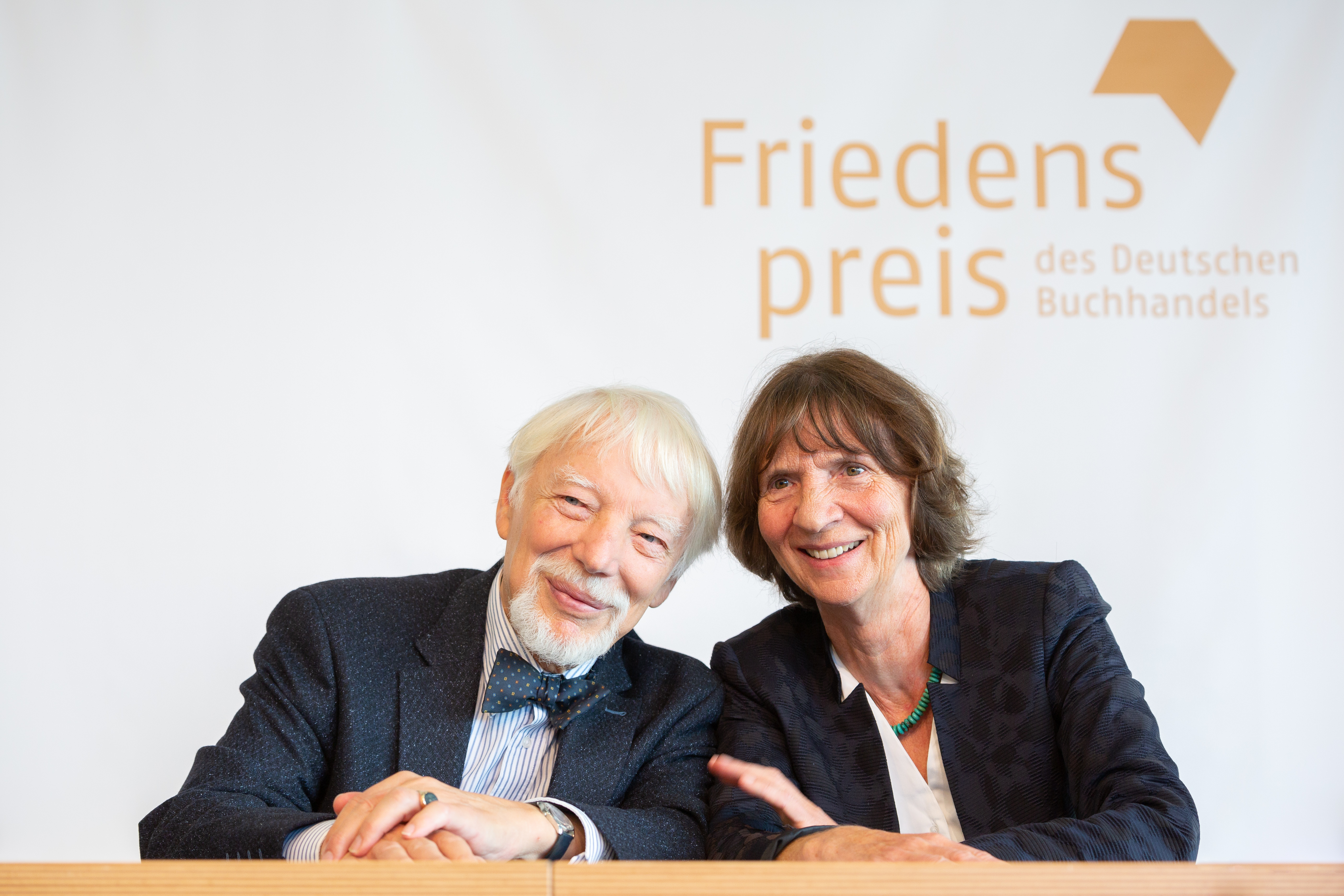
Jan und Aleida Assmann anlässlich der Verleihung des Friedenspreises des deutschen Buchhandels 2018

- ordentliches Mitglied der Heidelberger Akademie der Wissenschaften (1984)[10][11]
- 1984/85 Fellow Wissenschaftskolleg Berlin
- Mitglied der Academia Europaea (2004)[11]
- Mitglied der Europäischen Akademie der Wissenschaften und Künste
- Mitglied der Accademia delle Scienze di Torino
- Ehrenmitglied der Akademie gemeinnütziger Wissenschaften zu Erfurt
- Mitglied des Deutschen Archäologischen Instituts (DAI), korrespondierendes Mitglied seit 1973
- Mitglied des Instituts für Historische Anthropologie
- Mitglied der Egypt Exploration Society
- Mitglied der Société française d’égyptologie (SFE)
- Mitglied des Wissenschaftlichen Beirats des Kulturwissenschaftlichen Instituts Essen
- Mitglied des Kuratoriums der Forschungsstätte der Evangelischen Studiengemeinschaft
- Mitglied des Beirats des Zentrums Kulturwissenschaft Stuttgart
- Mitglied des Kuratoriums des Frobenius-Institut an der Johann Wolfgang Goethe-Universität Frankfurt am Main
- Max-Planck-Forschungspreis (1996)
- Preis des Historischen Kollegs (1998)
- Ehrendoktorwürde Dr. theol. h.c. der Evangelisch-Theologischen Fakultät der Westfälischen Wilhelms-Universität Münster (1998)[12][11]
- Ehrendoktorwürde Doctor of Social Sciences honoris causa der Yale University, New Haven, USA (2004)[13][11]
- Ehrendoktorwürde Dr. phil. h.c. der Hebräischen Universität Jerusalem (2005)[13][11]
- Honorarprofessur für Kulturwissenschaft und Religionstheorie der Universität Konstanz (2005)[14]
- Bundesverdienstkreuz Erster Klasse (2006)[15][11]
- Alfried-Krupp-Wissenschaftspreis (2006)[11]
- Prix européen de l’essai Charles Veillon (Europäischer Essay-Preis Charles Veillon) für sein Lebenswerk (2007)[16][11]
- Thomas-Mann-Preis (2011)[17]
- Theologischer Preis der Salzburger Hochschulwochen (2016)[18]
- Sigmund-Freud-Preis für wissenschaftliche Prosa (2016)[19]
- Karl-Jaspers-Preis (2017, gemeinsam mit seiner Ehefrau Aleida Assmann)[20]
- Balzan-Preis (2017, gemeinsam mit seiner Ehefrau Aleida Assmann)[21][14]
- Friedenspreis des Deutschen Buchhandels (2018, gemeinsam mit seiner Ehefrau Aleida Assmann)[22]
- Mitglied im Orden Pour le Mérite seit 2020[23]
- Wissenschaftspreis der Österreichischen Forschungsgemeinschaft (2020)
- Großes Bundesverdienstkreuz mit Stern der Bundesrepublik Deutschland (2022)[24]

## Schriften
- Liturgische Lieder an den Sonnengott. Untersuchungen zur altägyptischen Hymnik I (= Münchner Ägyptologische Studien. Band 19). Hessling, Berlin 1969.
- Der König als Sonnenpriester. Ein kosmographischer Begleittext zur kultischen Sonnenhymnik in thebanischen Tempeln und Gräbern (= Abhandlungen des Deutschen Archäologischen Instituts Kairo, Ägyptologische Reihe. Band 7). Augustin, Glückstadt 1970.
- Das Grab des Basa (Nr. 389) in der Thebanischen Nekropole (= Grabung im Asasif. Band 2 / Archäologische Veröffentlichungen. Band 6). von Zabern, Mainz 1973.
- Ägyptische Hymnen und Gebete (= Orbis Biblicus et Orientalis. Band 4). Artemis & Winkler, Zürich / München 1975, ISBN 3-7608-3501-5 (2., verbesserte und erweiterte Auflage, Fribourg/Göttingen 1999, ISBN 3-7278-1230-3 (Digitalisat).
- Zeit und Ewigkeit im alten Ägypten. Ein Beitrag zur Geschichte der Ewigkeit (= Abhandlungen der Heidelberger Akademie der Wissenschaften, Philosophisch-Historische Klasse. Jahrgang 1975, Abhandlung 1). Winter, Heidelberg 1975, ISBN 3-533-02406-7.
- Das Grab der Mutirdis (= Grabung im Asasif. Band 6 / Archäologische Veröffentlichungen. Band 13). von Zabern, Mainz 1977, ISBN 3-8053-0042-5.
- mit Walter Burkert und Fritz Stolz: Funktionen und Leistungen des Mythos. Drei altorientalische Beispiele (= Orbis biblicus et orientalis. Band 48). Universitäts-Verlag / Vandenhoeck & Ruprecht, Fribourg / Göttingen 1982, ISBN 3-7278-0268-5.
- Sonnenhymnen in thebanischen Gräbern (= Theben. Band 1). von Zabern, Mainz 1983, ISBN 3-8053-0512-5.
- Re und Amun. Die Krise des polytheistischen Weltbilds im Ägypten der 18.–20. Dynastie (= Orbis Biblicus et Orientalis. Band 51). Universitätsverlag / Vandenhoeck & Ruprecht, Fribourg / Göttingen 1983 (erweiterte englische Übersetzung 1995; Digitalisat der deutschen Originalausgabe).
- Ägypten. Theologie und Frömmigkeit einer frühen Hochkultur (= Urban-Taschenbücher. Band 366). Kohlhammer, Stuttgart 1984.
- Ma’at. Gerechtigkeit und Unsterblichkeit im Alten Ägypten. Beck, München 1990, ISBN 3-406-34667-7 (2. Auflage 1995; 3. Auflage 2020).
- Das Grab des Amenemope (Nr. 41) in der thebanischen Nekropole (= Theben. Band 3). 2 Teilbände, von Zabern, Mainz 1991, ISBN 3-8053-1091-9.
- Stein und Zeit. Mensch und Gesellschaft im alten Ägypten. Fink, München 1991; 3. Auflage 2003, ISBN 3-7705-2681-3.
- Das kulturelle Gedächtnis. Schrift, Erinnerung und politische Identität in frühen Hochkulturen. Beck, München 1992, ISBN 3-406-36088-2; 7. Auflage München 2013, ISBN 978-3-406-56844-2.
- Politische Theologie zwischen Ägypten und Israel. Carl-Friedrich-von-Siemens-Stiftung, München-Nymphenburg 1992 (2. Auflage 1995; 3. Auflage 2006; 4. Auflage 2017).
- Monotheismus und Kosmotheismus. Altägyptische Formen eines „Denkens des Einen“ und ihre europäische Rezeptionsgeschichte (= Sitzungsberichte der Heidelberger Akademie der Wissenschaften, Philosophisch-Historische Klasse. Jahrgang 1993, Bericht 2). Winter, Heidelberg 1993, ISBN 3-8253-0026-9.
- Ägypten. Eine Sinngeschichte. Hanser, München 1996, ISBN 3-446-18522-4 (Taschenbuchausgabe 1999; englische Übersetzung 2002; spanische Übersetzung 2005; arabische Übersetzung 2005).
- Moses der Ägypter. Entzifferung einer Gedächtnisspur. Hanser, München 1998, ISBN 3-446-19302-2 (englische Ausgabe einer früheren Version 1997; italienische Übersetzung 2000; französische Übersetzung 2001; spanische Übersetzung 2003).
- Das verschleierte Bild zu Sais. Schillers Ballade und ihre griechischen und ägyptischen Hintergründe (= Lectio Teubneriana. Band 8). Teubner, Stuttgart / Leipzig 1999, ISBN 3-519-07557-1.
- Weisheit und Mysterium. Das Bild der Griechen von Ägypten. Beck, München 2000, ISBN 3-406-45899-8.
- Herrschaft und Heil. Politische Theologie in Ägypten, Israel und Europa. Hanser, München 2000, ISBN 3-446-19866-0 (Taschenbuchausgabe 2002; italienische Übersetzung 2002).
- Der Tod als Thema der Kulturtheorie. Todesbilder und Totenriten im Alten Ägypten. Mit einem Beitrag von Thomas Macho. Suhrkamp, Frankfurt am Main 2000, ISBN 3-518-12157-X (italienische Übersetzung 2002; tschechische Übersetzung 2003).
- Images et rites de la mort dans l’Égypte ancienne. L’apport des liturgies funéraires. Cybele, Paris 2000, ISBN 2-9512092-6-6.
- Religion und kulturelles Gedächtnis. Zehn Studien. Beck, München 2000, ISBN 3-406-45915-3 (englische Übersetzung 2006).
- Tod und Jenseits im alten Ägypten. Beck, München 2001, ISBN 3-406-46570-6 (2. Auflage 2010; französische Übersetzung 2002; englische Übersetzung 2005).
- Totenglauben und Menschenbild im Alten Ägypten. Ägyptisches Museum, Leipzig 2001, ISBN 3-934178-16-2.
- Altägyptische Totenliturgien. Band 1: Totenliturgien in den Sargtexten des Mittleren Reichs. Unter Mitarbeit von Martin Bommas (= Supplemente zu den Schriften der Heidelberger Akademie der Wissenschaften, Philosophisch-Historische Klasse. Band 14). Winter, Heidelberg 2002, ISBN 3-8253-1199-6.
- Die Mosaische Unterscheidung oder Der Preis des Monotheismus. Hanser, München 2003, ISBN 3-446-20367-2 (spanische Übersetzung 2006; französische Übersetzung 2007; englische Übersetzung 2009).
- Ägyptische Geheimnisse. Fink, München 2004, ISBN 978-3-7705-3687-0.
- Theologie und Weisheit im alten Ägypten. Fink, München 2005, ISBN 978-3-7705-4069-3.
- Altägyptische Totenliturgien. Band 2: Totensprüche und Liturgien in Gräbern des Neuen Reichs. Unter Mitarbeit von Martin Bommas und Andrea Kucharek (= Supplemente zu den Schriften der Heidelberger Akademie der Wissenschaften, Philosophisch-Historische Klasse. Band 17). Winter, Heidelberg 2005, ISBN 3-8253-1583-5.
- Die Zauberflöte. Oper und Mysterium. Hanser, München 2005, ISBN 3-446-20673-6 (spanische Übersetzung 2007).
- Monotheismus und die Sprache der Gewalt. Picus, Wien 2006, ISBN 3-85452-516-8 (italienische Übersetzung 2007).
- Thomas Mann und Ägypten. Mythos und Monotheismus in den Josephsromanen. Beck, München 2006, ISBN 3-406-54977-2.
- Erinnertes Ägypten. Pharaonische Motive in der europäischen Religions- und Geistesgeschichte. Kulturverlag Kadmos, Berlin 2006, ISBN 3-931659-90-9.
- mit Ekkehart Krippendorff und Helwig Schmidt-Glintzer: Ma’at Konfuzius Goethe. Drei Lehren für das richtige Leben. Insel, Frankfurt 2006.
- Altägyptische Totenliturgien. Band 3: Osirisliturgien in Papyri der Spätzeit. Unter Mitarbeit von Martin Bommas und Andrea Kucharek (= Supplemente zu den Schriften der Heidelberger Akademie der Wissenschaften, Philosophisch-Historische Klasse. Band 20). Winter, Heidelberg 2008, ISBN 978-3-8253-5350-6.
- Osiris. Mit den Toten reden. Szenen für vier Sprecher. Aus dem Totenbuch und anderen altägyptischen Quellen zusammengestellt und übersetzt (= Insel-Bücherei. Nummer 1306). Insel, Frankfurt am Main / Leipzig 2008, ISBN 978-3-458-19306-7.
- mit Andrea Kucharek: Ägyptische Religion: Totenliteratur. Aus dem Ägyptischen übers. und hrsg. Verlag der Weltreligionen, Frankfurt am Main 2008, ISBN 3-458-70011-0.
- Religio Duplex. Ägyptische Mysterien und europäische Aufklärung. Verlag der Weltreligionen, Berlin 2010, ISBN 978-3-458-71032-5 (französische Übersetzung 2012; englische Übersetzung 2014).
- Steinzeit und Sternzeit: Altägyptische Zeitkonzepte. Fink, Paderborn 2011, ISBN 978-3-7705-5028-9.
- mit Florian Ebeling: Ägyptische Mysterien. Reisen in die Unterwelt in Aufklärung und Romantik. Eine kommentierte Anthologie. Beck, München 2011, ISBN 978-3-406-62122-2.
- Exodus. Die Revolution der Alten Welt. Beck, München 2015, ISBN 978-3-406-67430-3 (Taschenbuchausgabe 2019).
- Die Zauberflöte. Eine Oper mit zwei Gesichtern (= Wiener Vorlesungen im Rathaus. Band 179). Picus, Wien 2015, ISBN 978-3-85452-579-0 (Neuausgabe 2018).
- Das Oratorium Israel in Egypt von Georg Friedrich Händel. Katholisches Bibelwerk, Stuttgart 2015, ISBN 978-3-460-08604-3.
- Totale Religion. Ursprünge und Formen puritanischer Verschärfung. Picus, Wien 2016, ISBN 978-3-7117-2045-0.
- mit Dieter Borchmeyer und Stefan Stachorski unter Mitwirkung von Peter Huber: Thomas Mann: Josef und seine Brüder. Text und Kommentar. 2 Bände, S. Fischer, Frankfurt am Main 2018, ISBN 978-3-10-048328-7 und ISBN 978-3-10-048333-1.
- Achsenzeit. Eine Archäologie der Moderne. Beck, München 2018, ISBN 978-3-406-72988-1.
- mit Andrea Kucharek: Ägyptische Religion: Götterliteratur. Aus dem Ägyptischen übersetzt und herausgegeben. Verlag der Weltreligionen, Frankfurt am Main 2018, ISBN 978-3-458-70056-2.
- Moses Tragicus. Freud, Schönberg und der scheiternde Moses. Sigmund Freud Vorlesung 2019. Turia + Kant, Wien / Berlin 2020, ISBN 978-3-85132-975-9.
- Kult und Kunst. Beethovens Missa Solemnis als Gottesdienst. Beck, München 2020, ISBN 978-3-406-75558-3.
- Religion, Staat, Kultur. Altägypten und der Weg Europas (= Blumenberg-Vorlesungen. Band 5). Herder, Freiburg 2021, ISBN 978-3-451-38951-1.

Als Herausgeber
- mit Aleida Assmann und Christof Hardmeier: Schrift und Gedächtnis. Fink, München 1984, ISBN 978-3-7705-2132-6.
- mit Aleida Assmann: Kanon und Zensur. Fink, München 1987, ISBN 978-3-7705-2379-5.
- mit Burkhard Gladigow: Text und Kommentar. Fink, München 1995, ISBN 978-3-7705-2969-8.
- mit Aleida Assmann: Schleier und Schwelle. Band 1: Geheimnis und Öffentlichkeit. Fink, München 1997, ISBN 978-3-7705-3096-0.
- mit Aleida Assmann: Schleier und Schwelle. Band 2: Geheimnis und Offenbarung. Fink, München 1998, ISBN 978-3-7705-3171-4.
- mit Bernd Janowski und Michael Welker: Gerechtigkeit. Fink, München 1998, ISBN 978-3-7705-3227-8.
- mit Aleida Assmann: Schleier und Schwelle. Band 3: Geheimnis und Neugierde. Fink, München 1999, ISBN 978-3-7705-3355-8.
- mit Aleida Assmann: Einsamkeit. Fink, München 1999, ISBN 978-3-7705-3401-2.
- mit Aleida Assmann: Aufmerksamkeiten. Fink, München 2001, ISBN 978-3-7705-3551-4
- mit Martin Bommas: Ägyptische Mysterien? Fink, München 2002, ISBN 978-3-7705-3650-4.
- mit Aleida Assmann: Hieroglyphen. Stationen einer anderen abendländischer Grammatologie. Fink, München 2003, ISBN 978-3-7705-3752-5.
- mit Klaus E. Müller: Der Ursprung der Geschichte. Archaische Kulturen, das Alte Ägypten und das frühe Griechenland. Klett-Cotta, Stuttgart 2005, ISBN 3-608-94128-2.
- Saeculum. Jahrbuch für Universalgeschichte. (begründet von Georg Stadtmüller), erscheint jeweils in zwei Halbbänden 2006 im 57. Jahrgang, Böhlau, Köln, ISSN 0080-5319 (Mitherausgeber 2006).
- mit Aleida Assmann: Verwandlungen. Fink, München 2006, ISBN 978-3-7705-4195-9.
- mit Martin Mulsow: Sintflut und Gedächtnis. Erinnern und Vergessen des Ursprungs. Fink, München 2006, ISBN 978-3-7705-4128-7.
- mit Aleida Assmann: Vollkommenheit. Fink, München 2010, ISBN 978-3-7705-4813-2.
- mit Harald Strohm: Magie und Religion. Fink, München 2010, ISBN 978-3-7705-4877-4.
- mit Harald Strohm: Herrscherkult und Heilserwartung. Fink, München 2010, ISBN 978-3-7705-5054-8.
- Die Zauberflöte. Ein literarischer Opernbegleiter. Mit dem Libretto Emanuel Schikaneders und verwandten Märchendichtungen (= Manesse Bibliothek der Weltliteratur). Manesse, Zürich 2012, ISBN 978-3-7175-2294-2.
- mit Aleida Assmann: Gemeinsinn. Der sechste, soziale Sinn. Beck, München 2024, ISBN 978-3-406-82186-8.

## Audio
- Wem gehört die Geschichte? Aleida und Jan Assmann über Erinnern und Vergessen. 2 Audio-CDs. Konzeption/Regie: Thomas Knoefel und Klaus Sander. supposé, Berlin 2011, ISBN 978-3-932513-94-7

## Interviews und Gespräche
- Die Stimmen der Hieroglyphe. Jan Assmann im Gespräch mit Adelbert Reif. In: Lettre International. LI 43, Winter 1998, S. 54–57.
- Preis des Historischen Kollegs. Sechste Verleihung 20. November 1998. [mit Laudatio von Johannes Fried auf Jan Assmann sowie dem Festvortrag von Jan Assmann „Ägypten in der Gedächtnisgeschichte des Abendlandes“]. [München 1998] (Digitalisat).
- Totenrituale. Jan Assmann im Gespräche mit Jochen Rack. In: Lettre International. LI 72, Frühjahr 2006, S. 95–99.
- Pharaonendämmerung. Jan Assmann im Gespräch mit Frank M. Raddatz. In: Lettre International. LI 92, Frühjahr 2011, 104–114.
- Anne-Catherine Simon: Glaube muss immer Unglauben bekämpfen. Der Ägyptologe Jan Assmann sieht den Monotheismus als Wurzel der religiösen Gewalt. Ein Gespräch über sein neues Buch „Exodus“, den Kosmotheismus der Ägypter und die Mysterien in Mozarts „Zauberflöte“. In: Die Presse. vom 10. Februar 2015.